# SEBO
A SEBO a Velbert központú, német Stein & Co GmbH cég márkaneve. A SEBO rövidítés: SEmigewerbliche BOdenpflege, azaz félkereskedelmi padlóápolás. A vállalat háztartási és professzionális célra gyárt álló és hagyományos cilinderes porszívókat. A SEBO porszívóit a Brit Allergia Alapítvány  jóváhagyta.

## Történet
A SEBO-t 1977-ben két német mérnök, Klaus Stein és Heinz Kaulig hozta létre, hogy egy megbízható, erős és nagy teljesítményű álló porszívót építsenek meg vállalkozásuk számára. Klaus Stein korábban a Vorwerknél dolgozott. Az első SEBO gyár Donnenbergben, egy használaton kívüli szövőgyárban volt, ahol 1978-ban kifejlesztették a SEBO 350-es kereskedelmi álló porszívót.
A 350-es porszívó számos későbbi szabvány alapja lett. Olyan jellemvonásokkal rendelkezett, ami később általánossá vált a háztartási gépekben. Ilyen pl. az, hogy a tömlő felül jön ki a porszívóból, vagy pl. az állítható teleszkópos cső, melyet még senki nem szabadalmaztat azelőtt, hogy a SEBO létre nem hozza a sajátját.[forrás?] 1979-re a SEBO 350 vált a világ legjobb eladásszámával rendelkező porszívójává.[forrás?] Ebben az időben a SEBO kereskedelmi álló porszívóit saját név alatt olyan tisztító cégek is használták, mint az USA-beli Windsor és a Jeyes Hygiene. 1986-ban a SEBO 360 leváltotta a 350-es modellt.
A vállalat 1998-ban ünnepelte a SEBO Stein & Co 20. évfordulóját és az 1 500 000. létrehozott porszívót, mely egy SEBO Automatic X1 volt.
A SEBO kereskedelmi álló porszívói közé tartozik a 350-es, a 360-as és annak utódja, a 370-es modell és a BS36/46 porszívók (porszívófej szélességétől függően).
A 2014 májusában bevezetett SEBO EVOLUTION kereskedelmi porszívók a meglévő sorozatot fejlesztették tovább.

## Termékbevezetési és céginformációs idővonal
- 1978: SEBO 350 kereskedelmi álló porszívó bevezetése
- 1979: A Windsor Industries megállapodást ír alá a SEBO-val és kiszolgálja az Egyesült Államok kereskedelmi piacát.
- 1981: A SEBO termékeket világszerte árusítják, saját márkás termékekként is.
- 1983: A SEBO megtalálja disztribútorait Ausztriában, Dél-Afrikában és Franciaországban.
- 1984: Feltalálják a SEBO Duo P szőnyeg gépet és elektrosztatikus mikroszűrést.
- 1986: A SEBO 360-nál bevezetik az elektromos kefe vezérlőt/szenzort.
- 1991: SEBO Automazic X1 és BS36/46
- 1993: Bevezetik a SEBO X2-t, X3-at, az X1-es „nagylábú” változatait
- 1995: Feltalálják a SEBO C hagyományos porszívót, a disztribúció kiterjed Ausztráliára és Koreára.
- 1997: Bevezetik a SEBO 370-est, a C1, C1.1, C2, C2.1 és a C3 sorozatra kiterjesztik a ET-H PN fejet.
- 1999: Újraindítják az X1-est, X1.1 néven és az X4 Extra-t, és az X5-öt.
- 2002: Bevezetik a SEBO Professional G sorozatának G1/G2/G3 modelljei és a K1 Airbelt és a K3 háztartási modellt
- 2004: A Windsor Flexamatic bevezeti a SEBO Dart-ot az USA-ban
- 2005: A SEBO Dart és a háztartási Felix 1-et bevezetik Európában
- 2006: Bevezetik a SEBO K3 Vulcano-t.
- 2006: A SEBO és a BORK Industries magánjellegű megállapodást ír alá a porszívók értékesítéséről
- 2007: Bevezették a SEBO Disco polírozó motoros kefét és a SEBO Dart 3-at.
- 2008: Bevezették a SEBO Felix és K1 Pet verzióját és a gyémántporos fejet a SEBO Disco-hoz.
- 2009: Bevezetik a SEBO X4 Pet porszívót és a kizárólagosan a brit piacon a K1 Cappucino „Eco” 1500 Watt gépet.
- 2010: Bevezetik a SEBO D sorozatot (D1, D2, D3, D4 Premium ET-1 kefével)
- 2010: A SEBO Felixnél további színeket vezetnek be: limitált Crystal kiadás, Rosso és Vogue
- 2010: SEBO DART UHS (Ultra High Speed – Ultragyors) polírozó keménypadló fej & háztartási „Disco” verzió
- 2011: Bevezetik a SEBO D7/8 Professional kereskedelmi hagyományos padlóporszívót és a Felix motor szénszűrőt.
- 2011: A K1 és Felix porszívókhoz elérhetővé válik a szintetikus ultra porzsák.
- 2012: Világszerte elindul a SEBO D7/8 disztribúciója. A Felix Vogue megérkezik az Egyesült Királyságba és bevezetik a Felixhez az új szintetikus porzsákokat.
- 2012: Bevezetik a Felix Royale-t a brit piacon, a John Lewis-nél az X4 Excelt, más országokban más zászlókkal pedig a Felix sorozatot.
- 2012: Átalakítják a SEBO 370/470-t, a BS36/46-ot, és az Euronicsban bevezetik a SEBO K1-et és az X4 Pro porszívót.
- 2013: Bevezetik a SEBO 1600 wattos D2 ECO és az Eco padló porszívófejet
- 2014: A John Lewis PLC-nél exkluzív modellként bevezetik a SEBO X4 Exelt.
- 2014: Minden háztartási modellnél bevezetik az átalakított szintetikus porzsákot.
- 2014: Bevezetik a szintetikus porzsákot az X sorozathoz
- 2014: Bevezetik a SEBO K1 Eco 700 Comfort és a Plus porszívót 700 wattos motorral és Eco padlófejekkel.
- 2014: SEBO Evolution 300 kereskedelmi álló porszívó
- 2014: Bevezetik a SEBO Eco sorozatot, a 700 wattos Felix modelleket (175 wattos Et-1 fejjel), az 1100 wattos X1.1, X4 és X5, valamint a 700 wattos K1, K3 és D2, D4 modelleket.
- 2015: Bevezetik a SEBO E hagyományos padlóporszívót a 700 wattos E1-gyel, az 1200 wattos E1 Plus-szal, a Komfort és Pet modellekkel és a 700 wattos E3 Premiummal.
- 2015: Az Euronics boltokban bevezetik a SEBO F9 Filter-t
- 2015: Bevezetik a SEBO X4 Pet Boost állóporszívót nyomógomb opcióval az alaposabb padlótisztításért.
- 2015: A John Lewis PLC/UK-nál bevezetik a SEBO E1 Excel exkluzív modellt (az E1 Plus modell alapján)
- 2015: Az Euronicsnál és más magánkereskedőknél bevezetik a SEBO E1 Pro szériát.
- 2015: Németországban bevezetik a SEBO E3 Premium modellt és szintén az otthoni piacra az „E1 Sappire” modellt.